# Robert R. Bowie
Robert Richardson Bowie (Baltimore, 24 de agosto de 1909-Towson, 2 de noviembre de 2013) fue un diplomático y académico estadounidense.

## Biografía
Se graduó en la Universidad de Princeton en 1931 y se licenció en derecho en la Universidad de Harvard en 1934. Rechazó ofertas para trabajar como abogado corporativo en los principales bufetes de abogados de Nueva York y regresó a Baltimore para trabajar en el bufete de abogados de su padre, Bowie and Burke. Sirvió en el ejército de los Estados Unidos de 1942 a 1946 como oficial comisionado en el Pentágono y en la Alemania ocupada desde 1945 hasta 1946. En 1946 dimitió como teniente coronel para posteriormente enseñar en la Universidad de Harvard hasta 1955. Siendo el profesor más joven de la escuela, era un confidente de confianza de John J. McCloy. Durante los períodos de licencia de Harvard entre 1950 y 1952, trabajó para McCloy como uno de sus asesores legales en Alemania Occidental.
Se desempeñó como Director de Planificación de Políticas de 1953 a 1957; cofundador, con Henry Kissinger, del Centro para Asuntos Internacionales de Harvard (1958); Consejero del Departamento de Estado de 1966 a 1968. Fue miembro del Consejo de Relaciones Exteriores, la Comisión Trilateral, el Instituto Americano de Derecho y la Academia Americana de Diplomacia. Recibió la Legión al Mérito y la Cruz de Comendador de la Orden del Mérito de la República Federal de Alemania.
Se desempeñó como director de Inteligencia Nacional de la CIA de 1977 a 1979.
Falleció a la edad de 104 años en noviembre de 2013.

## Publicaciones
- Haciendo la paz: cómo Eisenhower dio forma a una estrategia duradera de la Guerra Fría, por Robert R. Bowie y Richard H. Immerman, Oxford UP, 1998, ISBN 0-19-506264-7. Notas finales
- Suez, 1956, Oxford UP
- Dar forma al futuro: política exterior en una era de transición, Columbia UP